# Теракт в Иерусалиме (2017, июль)
Террористический акт в Иерусалиме — террористическая атака, которая произошла в пятницу, 14 июля 2017 года в Восточном Иерусалиме рядом с Храмовой горой. В результате теракта были убиты двое и ранен один полицейский.

## Ход событий
Трое неизвестных нападавших утром 14 июля 2017 года неожиданно начали стрелять возле Львиных ворот Старого города, после чего попытались убежать и скрыться в одной из мечетей на Храмовой горе. Правоохранители обнаружили нападающих, и ответным огнём их уничтожили.
По данным местных СМИ, у злоумышленников нашли два автомата «Карл Густав» и пистолет.

## Последствия
Раненых полицейских и пограничника госпитализировали в больницу «Адаса Хар-ха-Цофим». Однако двое из них в полдень 14 июля 2017 года умерли.

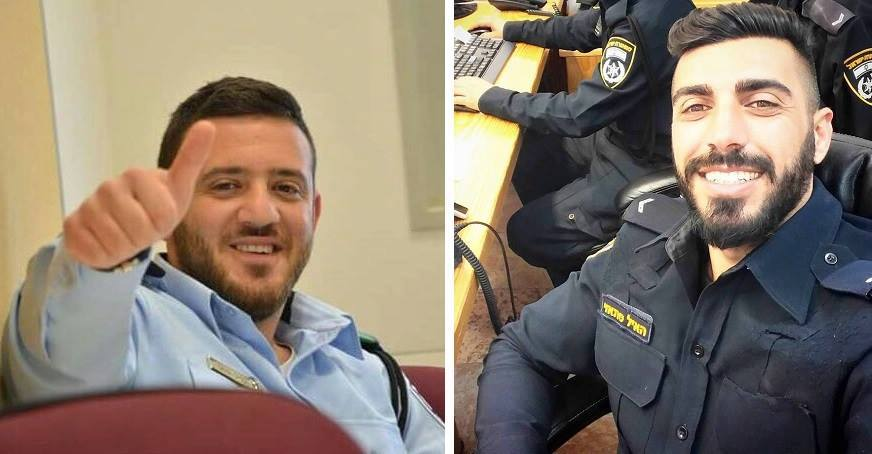
Погибшие в результате теракта полицейские

### Погибшие
- прапорщик Хаиль Сатауи (30), житель друзского села Магар,
- прапорщик Камиль Шанан (22) из друзского села Хурфейш. Оба полицейских служили в патрульном подразделении МАГАВ на Храмовой горе.

После нападения вход на Храмовую гору был закрыт, а все посетители — эвакуированы.

## Предыстория
Храмовая гора — священное место для иудеев и мусульман. Она находится в Восточном Иерусалиме, относительно принадлежности которого Палестина и Израиль не могут прийти к согласию. Палестинцы считают Восточный Иерусалим столицей своего государства, а израильская сторона настаивает на том, что весь город единой и неделимой столицей Израиля.
От конца 2015 года в Израиле от нападений палестинцев и израильских арабов погибло 42 израильтянина и были убиты более 240 палестинцев.

## Организаторы теракта
После 11:30 14 июля 2017 года была разрешена к публикации информация о том, что вооруженное нападение на Храмовой горе совершили трое жителей израильского арабского города Умм эль-Фахм. Все трое, по документам, носили одно имя — Мухаммад Джабарин. Им было 30, 20 и 19 лет. Полные имена террористов: Мухаммад Ахмад Мухаммад Джабарин, Мухаммад Хамад Абд аль-Латиф Джабарин и Мухаммад Ахмад Мафаль Джабарин.
Двое из них за день до теракта 13 июля 2017 года опубликовали свое селфи в социальной сети Facebook с подписью: «Улыбка. Завтра будет лучше». Эта фотография также опубликована сайтом «Палестинский информационный центр», принадлежащий ХАМАС.
ХАМАС не взял на себя ответственность за этот теракт, утверждая, что трое нападавших были активистами северного крыла «Исламского движения» и мстили евреям за «осквернение мечети Аль-Акса».

## Последствия
В связи с тем, что террористам удалось пронести на Храмовую гору стрелковое и автоматическое оружие, начальник полиции Иерусалимского округа Йорам Ха-Леви рекомендовал правительству установить на входах на Храмовую гору рамки металлоискателей.
В деревне Магар, выходцем из которой был один из погибших в теракте, неизвестные кинули гранату в мечеть и следователи полиции считают это местью за погибшего полицейского.
В ночь с 15 на 16 июля в столице Иордании Аммане прошли многочисленные демонстрации с требованиями разорвать мирный договор с Израилем из-за ситуации на Храмовой горе.